# يوسف فوزي
يوسف فوزي (16 يوليو 1945 -)، ممثل مصري معتزل.

## عن حياته
اشترك في العديد من الأدوار الثانوية من أهمها مشاركاته في مسلسلات أوبرا عايدة ومبروك جالك قلق ولحظات حرجة وأفلام مثل صعيدي رايح جاي. وقد كان أول ظهور له على شاشة السينما من خلال فيلم النمر الأسود مع الفنان أحمد زكي حيث قام بدور الشاب الألماني المتعصب ضد المغتربين العرب والذي كان يحاول الوقوف في طريق أحمد زكى وكان هذا هو أول أدواره. وقد شارك في عدة أعمال مع الفنان محمد صبحي مثل مسلسل أنا وهؤلاء وفارس بلا جواد وملح الأرض وعايش في الغيبوبة كما شارك في العديد من الأفلام في فترة تسعينات القرن العشرين مع نادية الجندي ومحمد مختار وقام أيضا بالتمثيل مع الفنان أحمد زكي في فيلم الهروب وبعض الأفلام الحديثة مثل ظرف طارق. كما أنه مثل بالعديد من المسلسلات مثل مسلسل هيمه أيام الضحك والدموع ومسلسل الملك فاروق ومسلسل هوانم جاردن سيتي الجزء الثاني وغيرها.

## بدايته المهنية
بدأ رحلة الفن، بعد 5 سنوات من طلب زميله السابق في المدرسة المخرج «أحمد يحيي» له لأداء أحد الأدوار، أثناء دراسته في كلية التجارة جامعة القاهرة، وهو الطلب الذي رفضه والده العامل في قسم الصوت بأستديو مصر، وأمه الإنجليزية التي درست التمثيل في معهد «رادا بلندن»، وحصل على البكالوريوس وسافر إلى إنجلترا، وعاد منها بعد خمس سنوات، ليرشحه المخرج «نيازي مصطفي» لأداء أحد الأدوار في فيلم «المشاغبين في الجيش» لتبدأ مسيرته الفنية. شارك بعدها مع حسن الصيفي في فيلم «وحوش في الميناء»، قبل أن يقابل المنتج «محمد مختار»، الذي يطلبه للعمل مع زوجته الفنانة «نادية الجندي» والمخرج «نادر جلال» في 6 أفلام متتالية منها «شبكة الموت»، ثم «عصر القوة»، و«24 ساعة في إسرائيل» و«مهمة في تل أبيب»، والتي حققت نجاحا كبيرا. أما عمله في الدراما التلفزيونية كان من خلال المخرج «فؤاد عبد الجليل» الذي رأه في أحد المشاهد، وطلبه في مسلسل «التوبة» مع الفنان «محمود ياسين»، لينطلق بعدها «يوسف» ويشارك في العديد من الأعمال «أوبرا عايدة» مع المخرج «أحمد صقر» ثم «أهل الرحمة» و«امرأة فوق القمة» و«الملك فاروق».

## أعمال

### مسلسلات
| - أستاذ ورئيس قسم:2015-حسونة - ولاد السيدة:2015 - ولي العهد:2015 - أرض النعام:2015-يوسف - سرايا عابدين (ج1، 2):2014، 2015-رستم - الخطيئة:2014-فؤاد الحكيم - بدون ذكر أسماء:2013 - تحت الأرض:2013-السفير بهجت سالم - العراف:2013-اللواء شوقي حامد المر - آدم وجميلة:2013-ابراهيم - طيري يا طيارة:2012 - فيرتيجو:2012-جلال مرسي - ابن النظام:2012 - زي الورد:2012 - على كف عفريت:2012 - روبي:2012-فاروق - نور مريم:2011-فؤاد - مسألة كرامة:2011 - مشرفة رجل لهذا الزمان:2011-د. سميث - رحيل مع الشمس:2010 | - شاهد اثبات:2010-عثمان أبو الورد - أهل كايرو:2010-نديم كمال - سي عمر وليلى أفندي:2010 - حكايات وبنعيشها (ج2):2009 - قاتل بلا أجر:2009 - بنات في الثلاثين:2008 - طيارة ورق:2008 - العيادة (ج1):2008 - قلب ميت:2008-رمزي شهاب - مسك الليل:2008 - هيمه أيام الضحك والدموع:2008-صلاح والد ريم - دموع القمر:2008 - أدهم الشرقاوي:2008 - امرأة فوق العادة:2007 - لحظات حرجة (ج1، 2، 3):2007، 2010، 2012-د.جلال - الملك فاروق:2007-سير مايلز لامبسون (سفير بريطانيا في مصر) - ومضى عمري الأول:2006 - عايش في الغيبوبة:2006 - مواطن بدرجة وزير:2006 - مبروك جالك قلق:2005 | - أرض الرجال:2005 - قناديل البحر:2005 - التوبة:2005 - أنا وهؤلاء:2005-عمران - مشوار امراة:2004 - ملح الأرض:2004 - أصحاب المقام الرفيع:2004 - أهل الرحمة:2004 - أعمال رجال:2004 - حد السكين:2003 - كلمات:2003 - العمة نور:2003 - أبيض x أبيض:2003 - غدا يوم اخر:2003 - يحيا العدل:2002 - الأصدقاء:2002-مدير أمني بمصر - الخيول:2002 - حلم ابن السبيل:2002 - فارس بلا جواد:2002-الدكتور إدوارد زوج البرنسيس مارجريت - قاسم أمين:2002 | - طرح البشر:2002-ماتشيل - ضبط وإحضار:2001-سالم عبد الرؤوف الباشا - البر الغربي:2001 - صراع الأقوياء:2001 - حارة الطبلاوي:2001 - حروف النصب:2000-صبحي - أوبرا عايدة:2000-د. جلال عوني - وجه القمر:2000 - جسر الخطر:1999-المحقق - حب تحت الحراسة:1998 - أم العروسة:1998 - القرموطي في مهمة سرية:1998-العقيد سليم عزت - هوانم جاردن سيتي (ج2):1998 - عائلة الديناصورات:1998-عصمت - دمي ودموعي وإبتسامتي:1997 - الحفار:1996-جون - أحلام فستق:1996 - شجر الأحلام - الشهد المر |

### أفلام
| - سوء تفاهم:2015-شفيق - شمال يا دنيا:2013 - غش الزوجية:2012-فؤاد الملط - سامي أكسيد الكربون:2011 - اللمبي 8 جيجا:2010-الدكتور احمد شواف - بلبل حيران:2010-والد ياسمين - بوبوس:2009-شديد - بوشكاش:2008-ابو الصحفيه - الشبح:2007-المحامي - كود 36:2007 - ظاظا:2006-وزير الداخلية - حليم:2006-الدكتور/ ياسين عبد الغفار - ظرف طارق:2006-محمد المهدي - حبك نار:2004-طايل الزناتي - حفار البحر:2003 - ميدو مشاكل:2003-فائق - رحلة حب:2001 - لو كان ده حلم:2001 - أيام السادات:2001-يوسف رشاد | - صعيدي رايح جاي:2001 - أمن دولة:1999-عبد المجيد - أمواج الغضب:1999 - 48 ساعة في إسرائيل:1998 - صياد:1997-علام فريد - اغتيال:1996 - الرجل الشرس:1996-نصرت - الجاسوسة حكمت فهمي:1994-جايد الضابط الإنجليزي قائد القوات النيوزيلندية - مغلف بالشيكولاته:1994 - إنتقام إمرأة:1994 - لا يا عنف:1993 - الشطار:1993 - الشجعان:1992-فوزي - مهمة في تل ابيب:1992 - الهروب:1991-مدحت - مراهقون ومراهقات:1991 - عصر القوة:1991-إبراهيم - الراقصة والسياسي:1990 - بلاغ للرأي العام:1990-عزت | - حنفي الأبهة:1990-مأمور السجن - شفاه غليظة:1990-المدمن - شبكة الموت:1990 - الظالم والمظلوم:1989-وكيل النيابه - باب شرق:1989-محمود / الحوت - المغتصبون:1989 - ليلة القبض على بكيزة وزغلول:1988-أحد رجال العصابة - عشماوي:1987-شلقاني - شاهد إثبات:1987-فريد - المخطوفة:1987-حسام - امراة متمردة:1986-مدحت - الفريسة:1986 - نساء خلف القضبان:1986-يوسف سلامة الشهير بـ جو - لا تدمرني معك:1986-هشام - الاوغاد:1985-مباحث في الشرطة - المدبح:1985 - الموظفون في الأرض:1985-رؤوف علوي - أيام التحدي:1985 | - النمر الأسود:1984 - بيت القاصرات:1984-الضابط - أنا اللي قتلت الحنش:1984 - المشاغبون في الجيش:1984 - الطائرة المفقودة:1984 - شوارع من نار:1984-القائد الإنجليزي - صديقي الوفي:1984-تيمور - قمر الليل:1984-چو - حتى لا يطير الدخان:1984-كمال برهان - فتوة الناس الغلابة:1984-صاحب الكباريه - الغول:1983-مدير كافيتريا وبار كناريا - عنتر شايل سيفه:1983-ضابط شرطة الاداب - وحوش الميناء:1983-العقيد - الغول:1983-مدير كافيتريا وبار كناريا - رجل في سجن النساء:1982 - Sinbad and the Caliph of Baghdad:1973 - هو و هو:-كامل مفتش المباحث - المخدوع: |

### أخرى
- الإسكافي ملكاً: 2008 - مسرحية
- الماسات الخضراء:1994-شوقي - سهرة تليفزيونية
- المنتقمون:1985 - فيلم - قصه وسيناريو وحوار

## مرضه وإعتزاله
في عام 2016 قرر الفنان يوسف فوزي اعتزاله نهائيا عن التمثيل، وذلك بعد اصابته بمرض الشلل الرعاش لعدم تمكنه من أداء عمله.

## روابط خارجية
- يوسف فوزي على موقع IMDb (الإنجليزية)
- يوسف فوزي على موقع قاعدة بيانات الأفلام العربية
- يوسف فوزي على موقع قاعدة بيانات الفيلم (الإنجليزية)